# Tepoztécatl

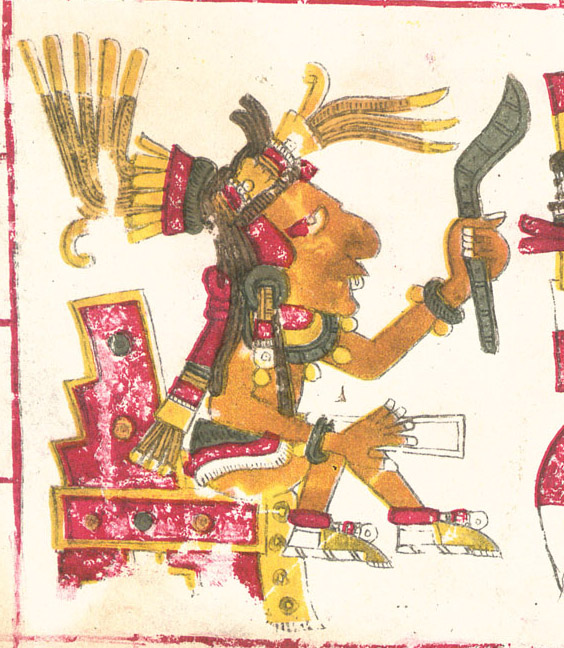
Tepoztécatl descrito en el Códice Borgia.

Tepoztécatl (del náhuatl: Tepostekatl ‘morador de Tepoztlán’‘Tepostlan, Tepoztlán; tekatl, morador de, habitante de, persona de’) en la mitología mexica es dios de la fermentación y uno de los diosecillos de la embriaguez, los 400 Centzon Totochtin, los cuatrocientos hijos de Patécatl y Mayáhuel. Es considerado el dios de Tepoztlán, Bernardino de Sahagún enumera doce númenes de la embriaguez y de entre los Centzon Totochtin, éste es colocado como el décimo lugar, los hijos de Patécatl y Mayáhuel.
Paso y Troncoso menciona que se les habrían clasificado las embriagueces, no solo por la diversidad de sus efectos en un borracho, sino también según los procedimientos empleados en el caso en diversas localidades; una leyenda afirma que Mayáhuel, mujer, y Patécatl, hombre, habían inventado el pulque, la mujer raspando los magueyes y extrayendo el agua miel, y el hombre hallando las raíces que en ella se echan para fermentarla, se sigue que después llegaron a hacer el pulque a la perfección gracias a Tepoztécatl en el monte Chichinauhia, que se llamó después Popocatépetl, por la espuma que hace el pulque, si pues, Tepoztécatl es originario de Tamoanchan, no es oriundo de Tepoztlán, sino de los naturales o moradores de ese pueblo, que lo proclamaron su dios. En el códice se le representa con una hacha de cobre, tepoztli, significado que figuraba que los moradores eran hacheros, cortadores de leña; y todavía se dedican a este oficio.